# Weichselboden

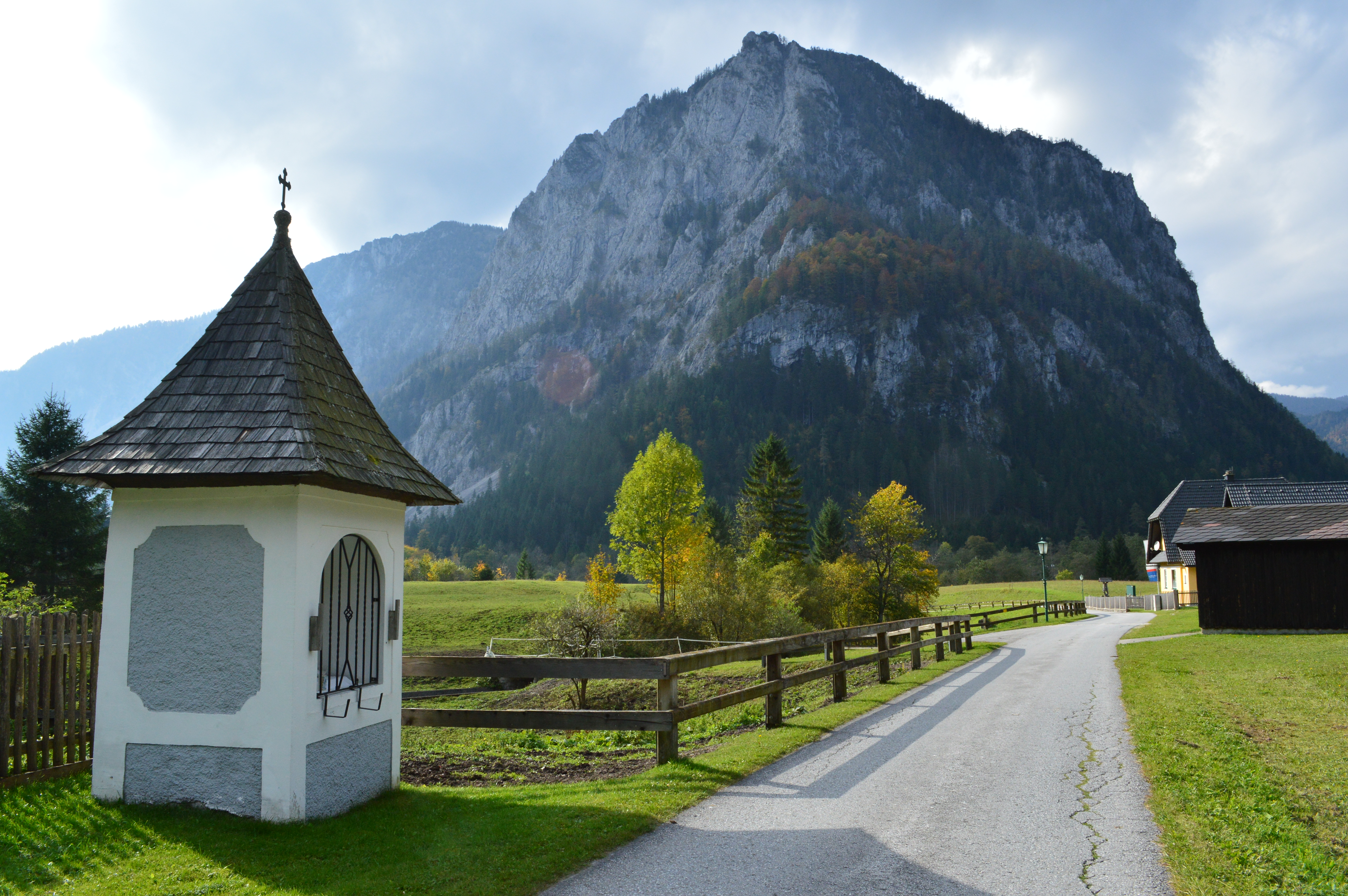
Wegkapelle bei Weichselboden, im Hintergrund der Ameiskogel.

Weichselboden ist eine Ortschaft und Katastralgemeinde der Gemeinde Mariazell im Bezirk Bruck-Mürzzuschlag, Steiermark.

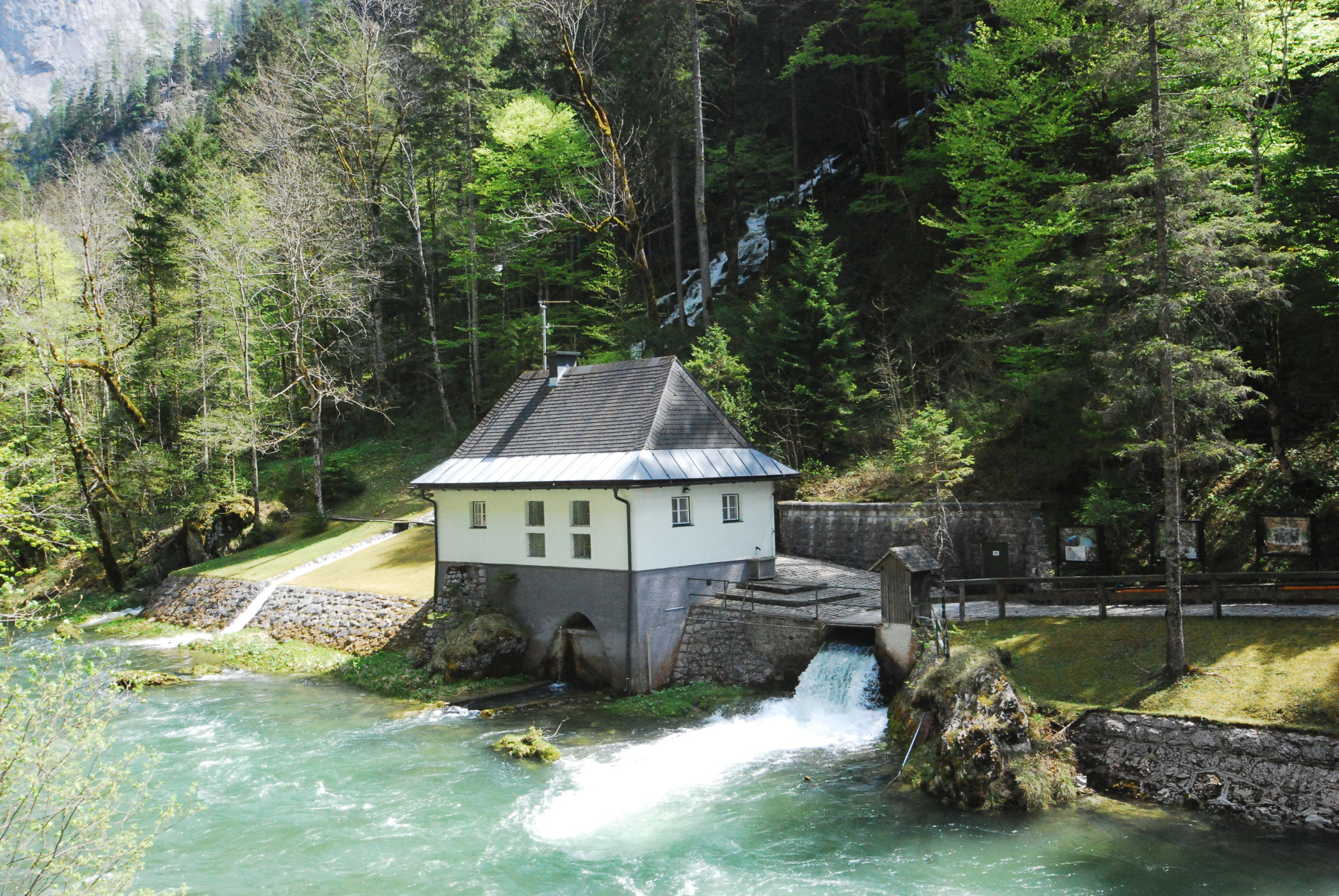
Klaefferquelle

## Geographie
Weichselboden liegt am Mittellauf der Salza bei der Einmündung des Radmerbachs, etwa 15 km südwestlich von Mariazell. Die Meereshöhe des Ortszentrums beträgt 677 m ü. A.
Die Ortschaft hat etwa 30 Einwohner und ist durch das extrem steile Salzatal geprägt, das sich hier zwischen den großen Kalkstöcken der Türnach und Kräuterin sowie den Zellerhüten im Norden, den Zeller Staritzen und Aflenzer Staritzen im Osten sowie dem zentralen Hochschwab-Plateau im Süden in Form zahlreicher Mäander durchwindet. Sie umfasst die Rotten Weichselboden, Gschöder (sechs Kilometer flussabwärts im Westen) und Rotmoos (ein Hochtal im Nordosten) sowie die Barbarakapelle in der Höll südwärts, die Edelbodenalm, und die Alm Halterhütte-Hintere Staritzen ganz im Süden des Ortschaftsgebietes.
Die Katastralgemeinde umfasst zusätzlich Dürradmer, das siedlungsmäßig zu Greith gehört, sowie im Norden das Gebiet bis an den Zellerhut und die steirisch-niederösterreichische Landesgrenze.
Nachbarorte
| Rotmoos                               | Neuhaus (Gem. Gaming, Bez. Scheibbs, NÖ) Dürradmer | GußwerkGreith                                    |
| Wildalpen Gschöder(Gem., Bez. Liezen) | Kompassrose, die auf Nachbargemeinden zeigt        | Aschbach                                         |
|                                       | Sankt Ilgen (Gem., Bez. Bruck-Mürzzuschlag)        | Seewiesen (Gem. Turnau, Bez. Bruck-Mürzzuschlag) |

## Geschichte und Infrastruktur

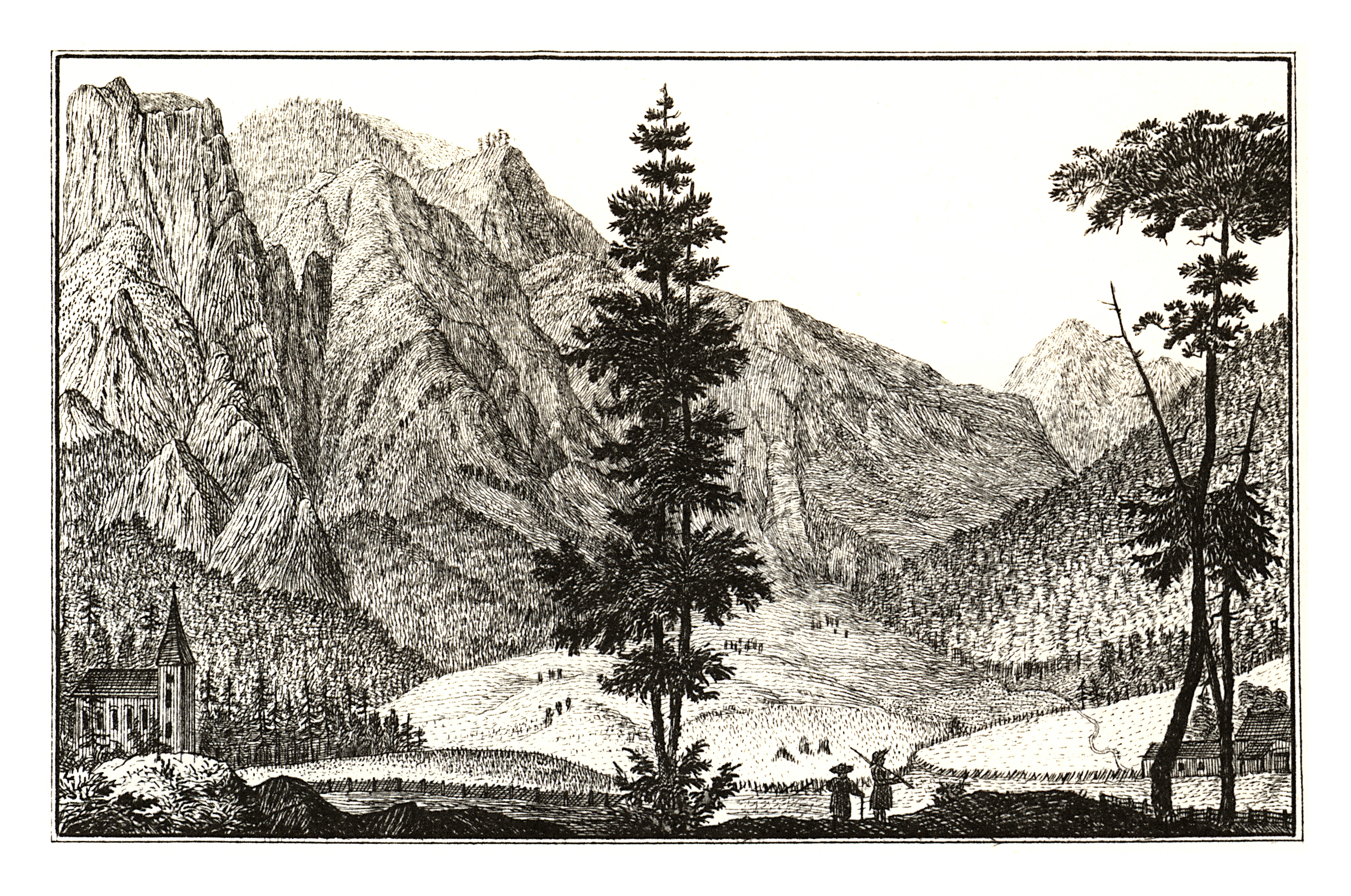
St. Leonhardt im Weichselboden, Lith. um 1830, J.F.Kaiser, Graz

Das Salzatal ist hier so eng, dass die historische Eisenstraße (Hochschwab Straße B 24) für etwa fünf Kilometer in ein nördliches Seitental ausweichen muss; der kleine Pass trägt den Namen Hals und liegt mit seinen 830 m ü. A. etwa 150 m über dem Talboden der Salza.
Laut Adressbuch von Österreich gab es in Weichselboden im Jahr 1938 ein Hotel, einen Gasthof, eine Gemischtwarenhandlung, eine Filiale des Konsumvereins Gusswerk sowie einen Schneider und einen Schuhmacher.
Die Bevölkerung hat in den letzten Jahrzehnten drastisch abgenommen, sodass 1980 die Schule geschlossen wurde. Im Jahr 2000 wurde die 1774 gegründete Pfarre als eine der ersten in der Diözese aufgelöst und die ehemalige Pfarrkirche zu einer Filialkirche der Pfarre Gußwerk umgewandelt.
1984 wurden alle Ortsteile der Gemeinde an die Kläranlage Gußwerk angeschlossen. Im September 1996 entdeckte man in der Höll ein nach dem Zweiten Weltkrieg von den USA angelegtes Waffenlager mit 180 Kisten, das auch Proviant und Sanitätsmaterial enthielt und in Vergessenheit geraten war.
1991 gab es in Weichselboden und drei Nachbarorten Hochwasser und Murenabgänge.

## Bauwerke
- Johanneskirche in Weichselboden
- Prescenyklause
- Schneiderbrücke